# Apizaco
Apizaco ( apiˈsako) es una ciudad mexicana, cabecera municipal y principal ciudad del municipio homónimo, situada en el centro del estado de Tlaxcala. Con 47 632 habitantes en 2020 según el Instituto Nacional de Estadística y Geografía (INEGI), es la cuarta ciudad más poblada del estado de Tlaxcala precedida de San Pablo del Monte, Huamantla y Santa Ana Chiautempan.
La región metropolitana de Apizaco era la zona urbana más grande de Tlaxcala que abarcaba 370 kilómetros cuadrados y agrupaba un total de ocho municipios en el año 2000. En el 2005 se fusionaron las zonas metropolitanas de Tlaxcala (ZMT) y Apizaco (ZMA), creando la región metropolitana de Tlaxcala-Apizaco, siendo esta última, la ciudad más poblada de dicha zona. Los trazos exactos de las calles céntricas de Apizaco han hecho que sea llamada «ciudad modelo».
Debido a su desarrollo industrial, económico, comercial y turístico es considerada la segunda ciudad en importancia del estado solo por detrás de Tlaxcala de Xicohténcatl, la capital estatal. Está ubicada relativamente cerca del corredor industrial de San Cosme Xaloztoc, y de la ciudad industrial Xicohtencal I localizada en Tetla, lo que ha hecho la inversión privada y el establecimiento de empresas trasnacionales en la ciudad, es considerada el centro neurálgico del estado.
Los primeros pobladores de Apizaco se remontan desde hace más 10 000 a 12 000 años, por cazadores nómadas. En el periodo de la conquista española fueron fundadas varias localidades alrededor, tales como San Luis Apizaco —hoy día San Luis Apizaquito— en 1543. Es de esta localidad de la cual Apizaco tomó su nombre actual.
La fundación de la ciudad data del siglo XIX, cuando Apizaco no era más que un campamento ferrocarrilero, por lo que no se tiene una fecha precisa de su fundación. Sin embargo, se toma el 1 de marzo de 1866 cuando Guillermo Lloyd entregó el informe sobre el adelanto de las obras ferroviarias, así los trabajadores ingleses, encargados de la construcción de las líneas ferrocarrileras, se habían establecido en el campamento, argumentando a estos los fundadores de Apizaco. En el 150 aniversario de su fundación celebrado en 2016, el congreso del estado de Tlaxcala declaró a la ciudad como capital estatal por un día.
La ciudad se encuentra en la zona centro del municipio de Apizaco, en la región Centro-Norte-Apizaco según el consejo económico y social del estado de Tlaxcala, también denominada Llanos y Lomeríos del centro. Está a solo 20 km de Tlaxcala de Xicohténcatl, a 59 km de la ciudad de Puebla y a 135 km de la Ciudad de México.

## Toponimia
Apizaco es un nombre proveniente del náhuatl y significa «lugar de agua delgada» o «riachuelo». Se compone de las raíces atl, que significa agua; pitsawak, equivalente a delgado; y el locativo ko.

## Historia

### Época Prehispánica
Los cazadores nómadas dejaron testimonio de su presencia en Apizaco, hace casi 10 000 o 12 000 años, mediante una pequeña "lasca" retocada, que en asociación con paleofauna fue encontrada por el arqueólogo Rafael Abascal, en un sitio que se localiza a escasos 8 kilómetros al sudoeste de la cabecera municipal. La lasca se halló en una capa fosilífera menos profunda, que la que guardaba la punta de proyectil tipo "clovis", descubierta en San Juan Chiautzingo del municipio de Santiago Tetla, de similar antigüedad.
Apizaco aparece en el censo de 1557 y corresponde al asentamiento prehispánico correspondiente a San Luis Apizaco, del cual el hoy Apizaco tomaría el nombre en el siglo XX y convertiría a San Luis al nombre de Apizaquito.
Apizaco debe su nombre a un paraje conocido actualmente como “El Ojito” donde nace un río estrecho y esto significa propiamente Apizaco.

### La colonia
La región de Apizaco, al igual que otras de Tlaxcala, no escapó a la penetración española procedente de Puebla, que más tarde formaría enormes latifundios, violando la prohibición inicial que impedía el establecimiento de españoles en tierras de Tlaxcala. Una forma de hacerse de estancias, ranchos y haciendas, fue el método de las "composiciones", que representaba el reconocimiento de la posesión de tierra indígena por los españoles, mediante compras fraudulentas que legalizaba la autoridad real, con la finalidad de obtener recursos para sostener las contiendas bélicas en Europa.

### La reforma

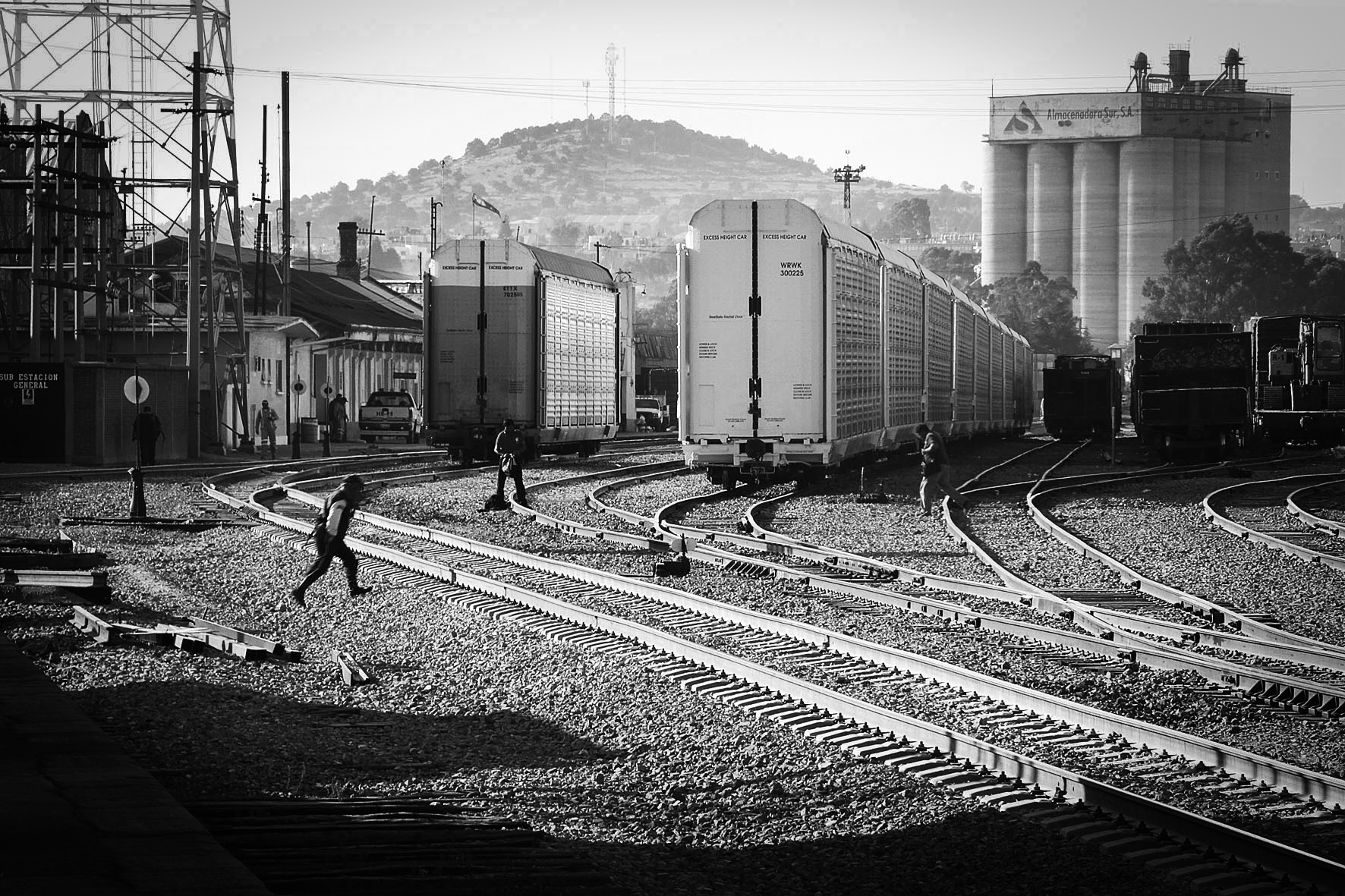
Estación de ferrocarriles «FERROSUR» en Apizaco.

El 1 de marzo de 1866, Guillermo Lloyd entrega su informe sobre el adelanto de las obras ferroviarias, indicando que no había ningún problema para tender los rieles de Apizaco a México. Agregaba que se podía avanzar 2 millas diarias, siempre y cuando les fueran entregados los durmientes con prontitud. Calculaba Guillermo Lloyd que, a principios de junio, podrían circular los trenes de Apizaco a México, y el ramal hacia Puebla, en agosto. Las inauguraciones ferroviarias se seguirían una tras otra. El 16 de septiembre de 1869 el presidente Benito Juárez inauguró la línea México-Apizaco-Puebla.

### El porfiriato
La derrota que sufrieron las fuerzas lerdístas en la batalla de la hacienda de Tecoac, no modificaron el camino ascendente de Apizaco, pues nuevamente ocupó la gubernatura Miguel Lira y Ortega. Durante su administración Apizaco, aparte de constituir la cabecera del municipio de Barrón Escandón, lo fue también del distrito de Cuauhtémoc. Por su parte, al hacerse cargo de la gubernatura del estado el coronel Próspero Cahuantzi, en 1894 informaba al Congreso del estado, que en el citado distrito se seguía con entusiasmo la construcción del puente sobre el río Ateneo y que se estaba abriendo el camino de Apizaco, y por concluirse la construcción del rastro municipal, la plaza de Armas y varios pozos para el riego de los árboles que se habían plantado.

### La Revolución Mexicana

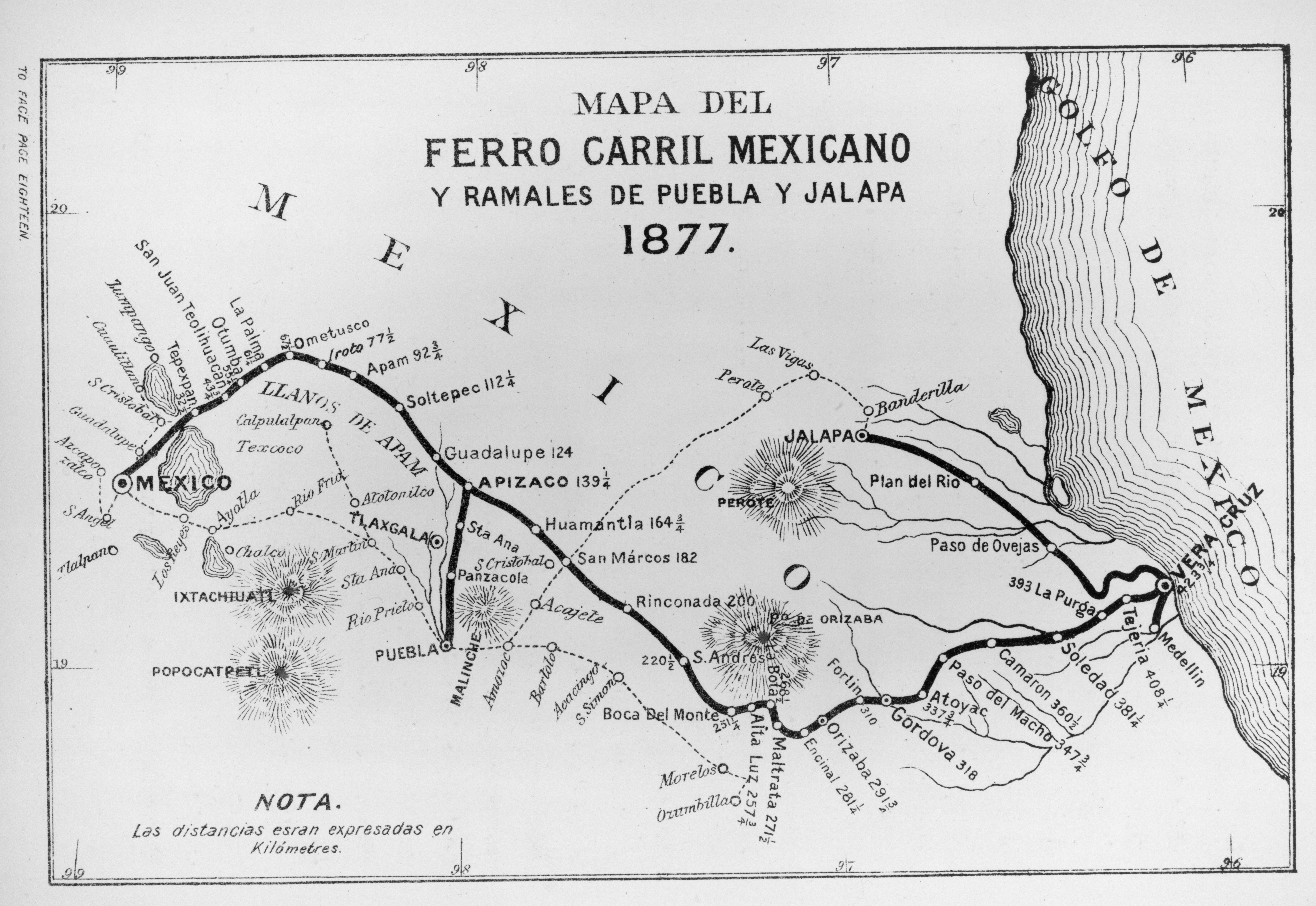
Mapa del ferrocarril mexicano, 1877.

No se ha encontrado suficiente información sobre los clubes antirreleccionistas en Apizaco. Pues los ferrocarrileros que viajaron hacia el norte o la Ciudad de México, así como los jóvenes que participaron en el servicio militar, organizado por el general Bernardo Reyes, debieron manifestar algunas inquietudes como sucedió a lo largo de la República. Pero sí existe información y testimonios sobre acontecimientos de carácter nacional, en los que Apizaco fue escenario y que han sido descritos en la novela de la Revolución Mexicana.

### Época Contemporánea
Los primeros apizaquenses en asistir a los cambios nacionales fueron los trabajadores del riel, quienes en los incipientes balbuceos para enfrentar la discriminación y la marginación a las que los habían sometido los administradores de las empresas extranjeras, formaron las asociaciones mutualistas con las que concurrieron a la nacionalización de los ferrocarriles a finales del porfiriato. El 13 de marzo quedó disuelta la asociación Mutualista Héroe de Nacozari de Apizaco, transformándose en la vigorosa Sección Número 3 del Sindicato Nacional de Trabajadores Ferrocarrileros de la República Mexicana (SNTFRM), en la magna Convención que se efectuó en la Ciudad de México. La actual ciudad de Apizaco debe su origen al Ferrocarril Mexicano y de las vicisitudes por las cuales pasó el trazo, construcción y operación del mismo, propiciaron la fundación de la estación de Apizaco y en buena medida su desarrollo posterior.

## Geografía

### Localización

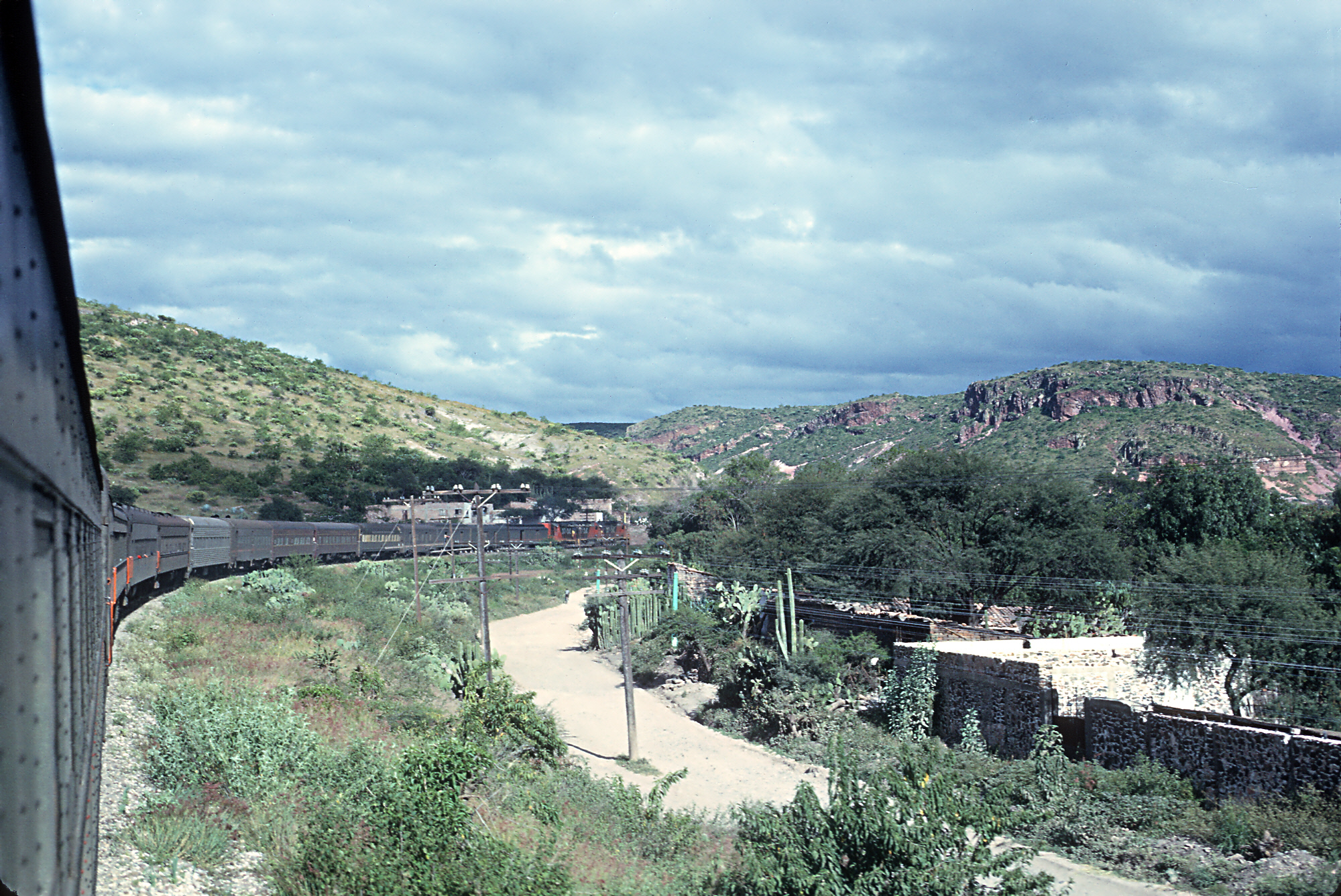
Un ferrocarril N de M en su paso por los Llanos y Lomeríos del centro.

Apizaco se encuentra en las coordenadas 19°24′56″N 98°08′24″O / 19.41556, -98.14000 en la región Centro-Norte-Apizaco, también llamada región de los Llanos y Lomeríos del centro. ubicado en el altiplano central mexicano a una altitud de 2407 metros sobre el nivel del mar.
Se encuentra a una distancia de 135 km de la Ciudad de México, 20 km de Tlaxcala, 59 km de Puebla, 259 km del puerto de Veracruz, 498 km de Acapulco, 205 km de Cuernavaca, 1000 km de Monterrey, 640 km de Guadalajara, 2863 km de Tijuana, 1534 km de Cancún, 1236 km de Mérida, 308 km de Querétaro, 585 km de Aguascalientes, 2689 km de Mexicali, 1518 km de Chihuahua, 36 km de Zacatelco, 28 km de Huamantla, 58 km de Calpulalpan, 25 km de Tlaxco, 20 km de Santa Ana Chiautempan y 41 km de San Pablo del Monte.

### Extensión

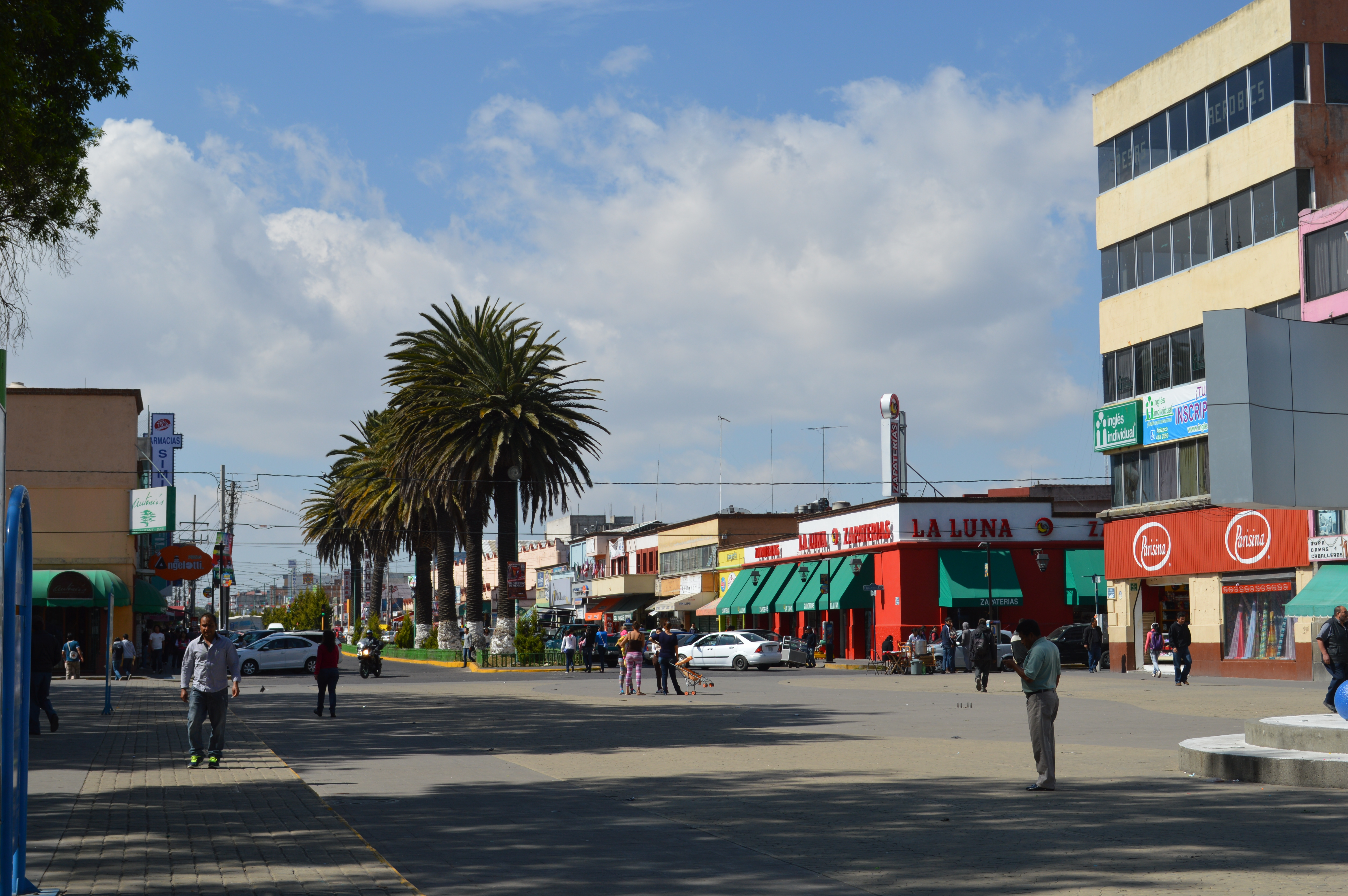
Avenida Cuauhtémoc en el centro de la ciudad.

De acuerdo con la información del Instituto Nacional de Estadística, Geografía e Informática, el municipio de Apizaco tiene una superficie de 43.46 kilómetros cuadrados, de los cuales 9.05 km² corresponden a la ciudad de Apizaco.

### Flora
Presenta en las riberas de los ríos Atenco, Zahuapan y Texcalac, vegetación arbórea predominantemente de galería, dominando el aile (alnus acuminata), asociado con otras especies como el sauce (salix bonplandiana), el sauce llorón (salix babilonica), el fresno (fraxinus uhdei), el álamo blanco (populus alba) y el tepozán (buddleia cordata).
En las partes llanas del municipio, la vegetación presente es bosque de junípero, aunque muy alterado por las actividades agropecuarias y el propio crecimiento urbano, la especie dominante es el sabino (juniperus deppeana). Los espacios dejados por el sabino, a menudo son ocupados por hierbas y arbustos, por ejemplo el pirul (schinus molle), la uña de gato (mimosa biuncifera), el chicalote blanco (argemone platyceras), el maguey pulquero (agave salmiana), la gobernadora (brickelia veronicifolia), el capulín (prunus capuli) y varias especies de nopal (opuntia spp). En la flora urbana y suburbana abundan las especies introducidas como el trueno, el ciprés, la casuarina y el eucalipto.

### Fauna
Pese al crecimiento y expansión acelerada de la mancha urbana, en el territorio del municipio todavía es común encontrar algún tipo de fauna silvestre como por ejemplo: liebre (lepus californicus), conejo (silvilagus floridanus), tlacuache (didelphis marsupialis), víbora de cascabel (crotalus sp.), codorniz, y pájaro centzontle, también estos serpiente zencoatl, armadillo, faisán, correcaminos, coyote en algunas zonas dónde no hay mucha deforestación y de difícil acceso para el hombre, cacomixtle o chiquina, ardilla y tejón.

### Clima

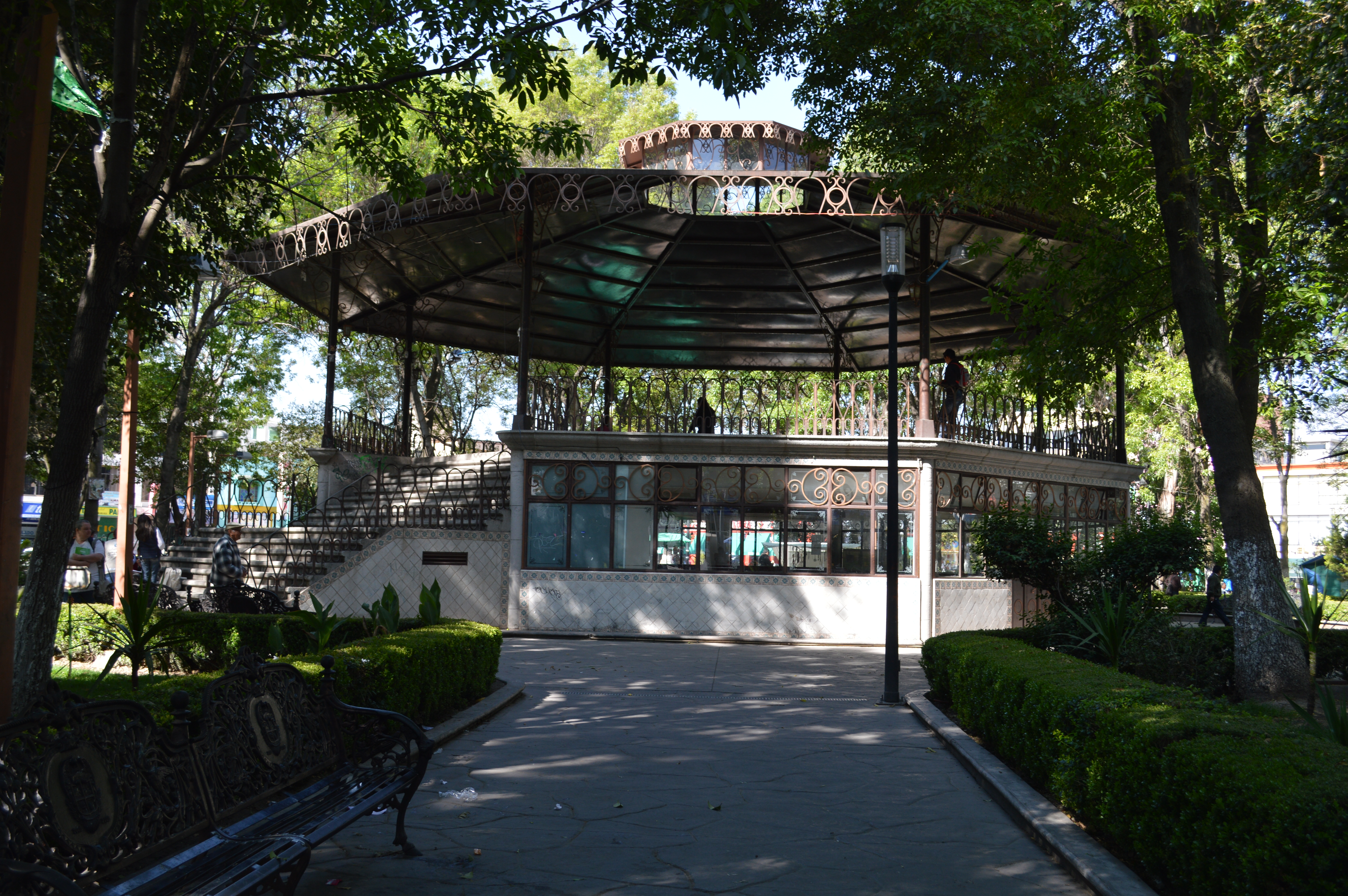
Tarde soleada en el parque central

| Parámetros climáticos promedio de Apizaco (1951–2010) | Parámetros climáticos promedio de Apizaco (1951–2010) | Parámetros climáticos promedio de Apizaco (1951–2010) | Parámetros climáticos promedio de Apizaco (1951–2010) | Parámetros climáticos promedio de Apizaco (1951–2010) | Parámetros climáticos promedio de Apizaco (1951–2010) | Parámetros climáticos promedio de Apizaco (1951–2010) | Parámetros climáticos promedio de Apizaco (1951–2010) | Parámetros climáticos promedio de Apizaco (1951–2010) | Parámetros climáticos promedio de Apizaco (1951–2010) | Parámetros climáticos promedio de Apizaco (1951–2010) | Parámetros climáticos promedio de Apizaco (1951–2010) | Parámetros climáticos promedio de Apizaco (1951–2010) | Parámetros climáticos promedio de Apizaco (1951–2010) |
| Mes                                                   | Ene.                                                  | Feb.                                                  | Mar.                                                  | Abr.                                                  | May.                                                  | Jun.                                                  | Jul.                                                  | Ago.                                                  | Sep.                                                  | Oct.                                                  | Nov.                                                  | Dic.                                                  | Anual                                                 |
| ----------------------------------------------------- | ----------------------------------------------------- | ----------------------------------------------------- | ----------------------------------------------------- | ----------------------------------------------------- | ----------------------------------------------------- | ----------------------------------------------------- | ----------------------------------------------------- | ----------------------------------------------------- | ----------------------------------------------------- | ----------------------------------------------------- | ----------------------------------------------------- | ----------------------------------------------------- | ----------------------------------------------------- |
| Temp. máx. abs. (°C)                                  | 29.0                                                  | 33.0                                                  | 32.1                                                  | 34.0                                                  | 35.2                                                  | 33.0                                                  | 30.7                                                  | 32.0                                                  | 34.0                                                  | 33.0                                                  | 29.0                                                  | 28.0                                                  | 35.2                                                  |
| Temp. máx. media (°C)                                 | 20.8                                                  | 21.9                                                  | 24.0                                                  | 25.0                                                  | 25.0                                                  | 23.3                                                  | 22.5                                                  | 22.7                                                  | 22.2                                                  | 22.1                                                  | 21.7                                                  | 20.9                                                  | 22.7                                                  |
| Temp. media (°C)                                      | 10.7                                                  | 11.8                                                  | 13.9                                                  | 15.2                                                  | 15.8                                                  | 15.6                                                  | 15.0                                                  | 15.0                                                  | 14.9                                                  | 13.9                                                  | 12.5                                                  | 11.1                                                  | 13.8                                                  |
| Temp. mín. media (°C)                                 | 0.6                                                   | 1.8                                                   | 3.7                                                   | 5.3                                                   | 6.6                                                   | 8.0                                                   | 7.4                                                   | 7.2                                                   | 7.5                                                   | 5.6                                                   | 3.2                                                   | 1.4                                                   | 4.9                                                   |
| Temp. mín. abs. (°C)                                  | -9.0                                                  | -8.0                                                  | -7.0                                                  | -5.0                                                  | -4.3                                                  | 1.0                                                   | 0.0                                                   | -1.0                                                  | -3.0                                                  | -7.0                                                  | -7.0                                                  | -9.0                                                  | -9.0                                                  |
| Precipitación total (mm)                              | 9.4                                                   | 9.2                                                   | 12.5                                                  | 42.0                                                  | 87.3                                                  | 151.2                                                 | 138.7                                                 | 135.3                                                 | 129.3                                                 | 67.7                                                  | 17.9                                                  | 7.7                                                   | 808.2                                                 |
| Días de precipitaciones (≥ 0.1 mm)                    | 1.4                                                   | 1.7                                                   | 2.4                                                   | 6.6                                                   | 11.7                                                  | 15.6                                                  | 16.8                                                  | 16.1                                                  | 14.4                                                  | 7.7                                                   | 2.6                                                   | 1.5                                                   | 98.5                                                  |
| Fuente: Servicio Meteorológico Nacional               |                                                       |                                                       |                                                       |                                                       |                                                       |                                                       |                                                       |                                                       |                                                       |                                                       |                                                       |                                                       |                                                       |

## Política

### Municipio de Apizaco

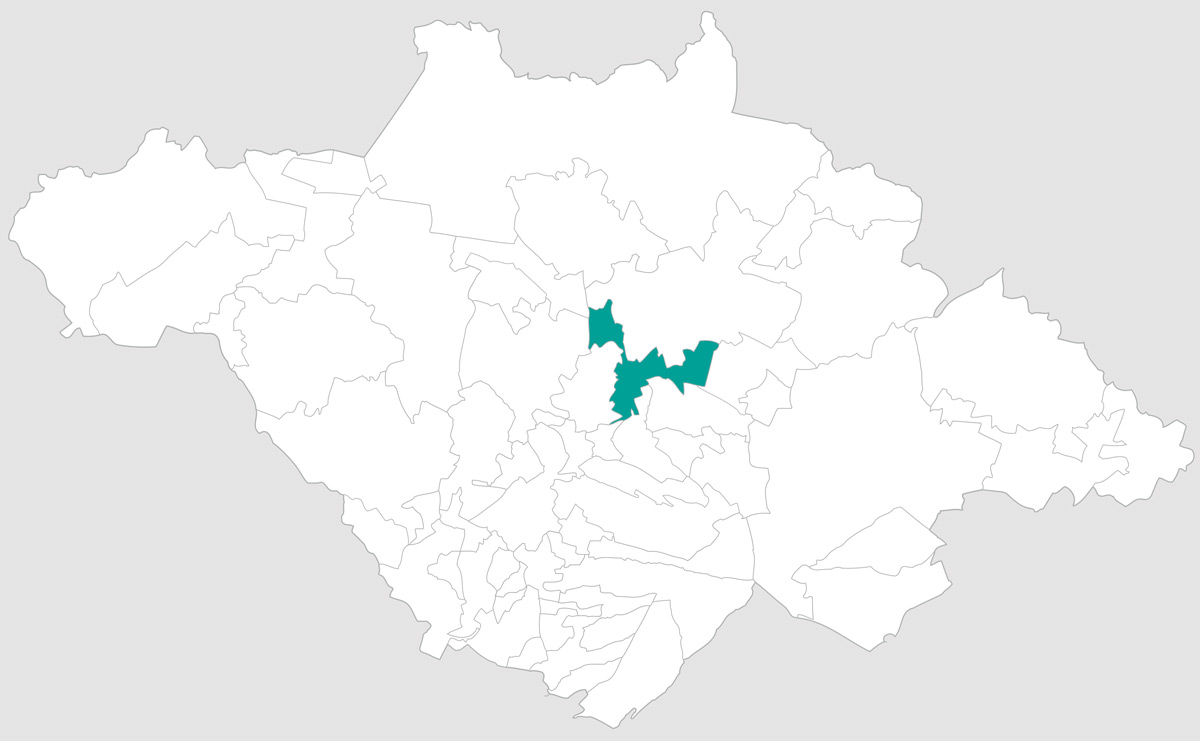
El municipio de Apizaco en el estado de Tlaxcala, según los límites del INEGI.

La ciudad de Apizaco es la cabecera municipal del municipio del mismo nombre, uno de los 60 municipios de Tlaxcala, mismo que se encuentra en el centro del estado y ocupa una superficie total de 43.46 km².
En el 2010, el municipio tenía una población de 76 492 habitantes, el 64.72 % de ellos está en la cabecera municipal y el resto en las localidades de Cerrito de Guadalupe, San Luis Apizaquito, Santa María Texcalac, etc.

### Administración
La autoridad municipal está constituida en un ayuntamiento, integrado por un presidente municipal, alcalde o primer edil, regidores y síndicos. El presidente municipal actual es Pablo Badillo Sánchez electo del Partido Acción Nacional (PAN), para el periodo 2017-2021.

### Distritos electorales
- Distrito electoral local: pertenece al distrito 04 y 05 con cabecera en Apizaco y Yauhquemehcan, respectivamente.[42]
- Distrito electoral federal: Pertenece al distrito electoral federal II con cabecera en Apizaco.[43]

## Demografía

### Población

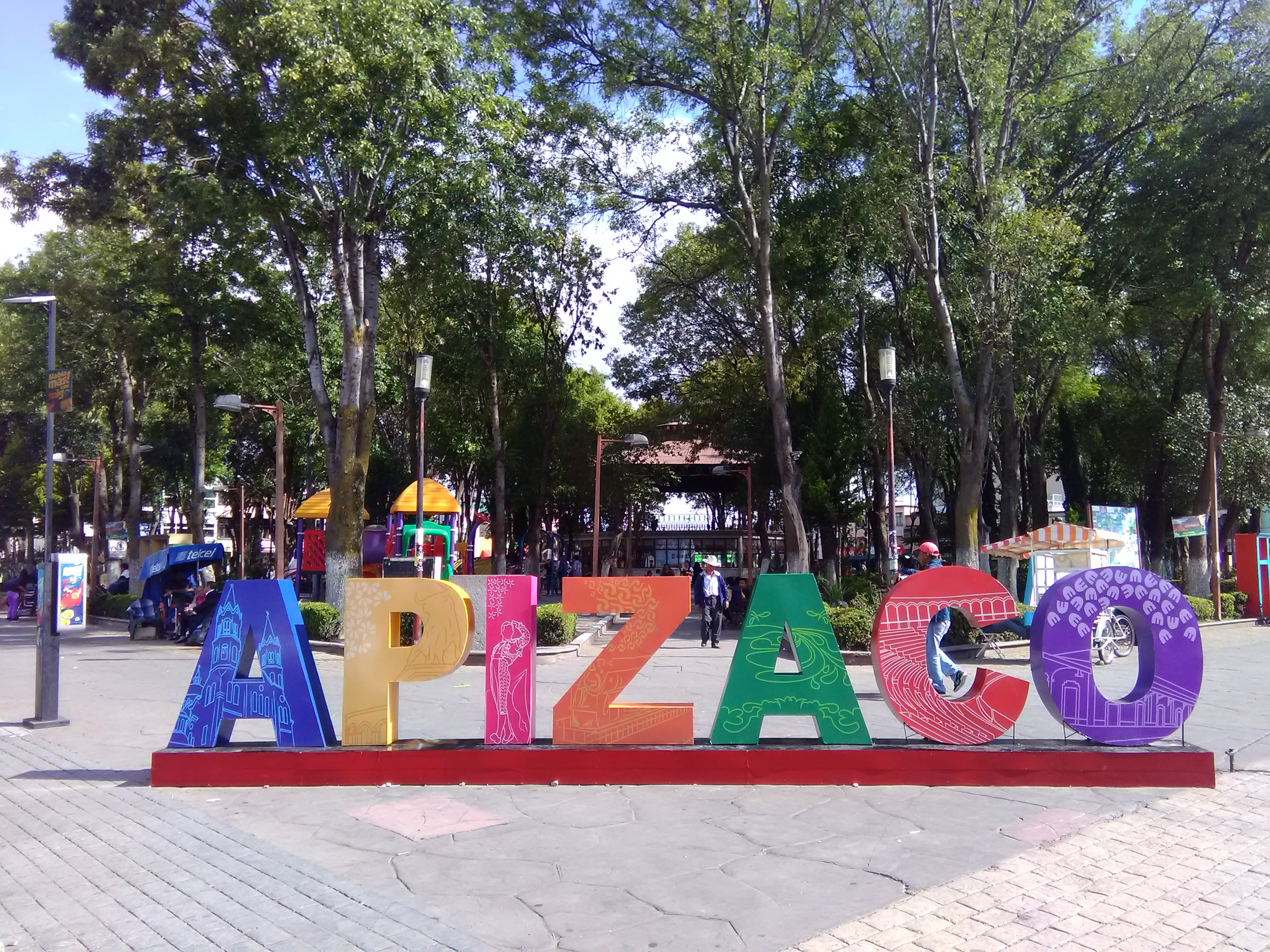
Letras de Apizaco, identificación de la población apizaquense.

| Gráfica de evolución demográfica de Apizaco entre 1900 y 2017 |
| |
| Población de los censos y conteos del Instituto Nacional de Estadística y Geografía (INEGI) de 1900 a 2010. Población según proyecciones estimadas para 2017 por el Consejo Nacional de Población (CONAPO). |

### Zona metropolitana
Apizaco forma parte del área metropolitana de Tlaxcala-Apizaco siendo la región urbana más grande y poblada del estado de Tlaxcala y la trigésimo primera aglomeración más grande de México con una población de 501 655 habitantes. La ciudad más poblada de esta urbe es la ciudad de Apizaco, la aglomeración incluye 19 municipios del centro del estado.

## Servicios públicos

### Transporte y comunicaciones

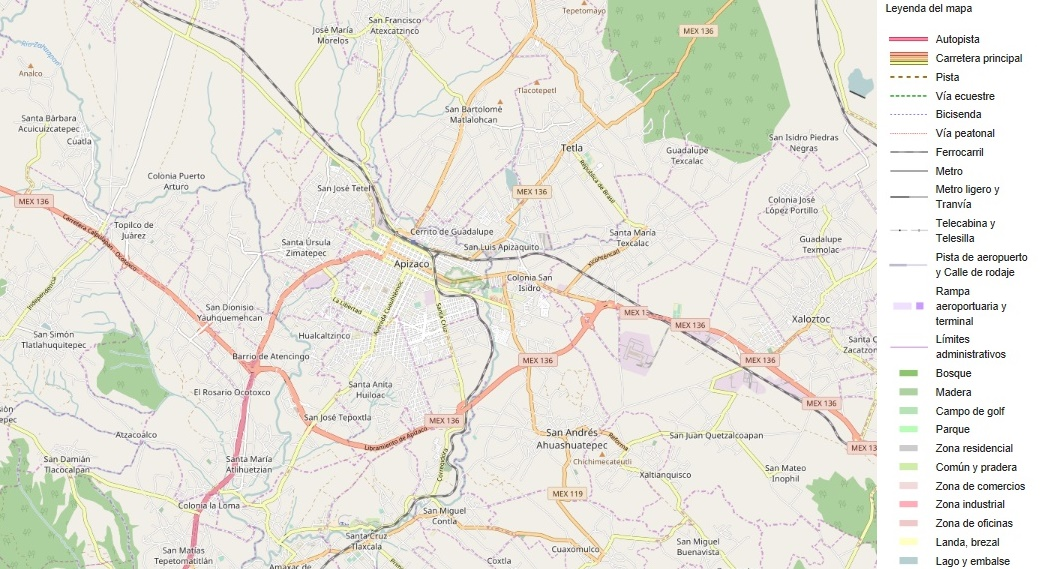
Red vial de Apizaco.

Las carreteras Calpulalpan-Apizaco, Tlaxco-Apizaco y Huamantla-Apizaco constituyen la infraestructura vial de la ciudad, pues permiten realizar una distribución e intercambio de bienes y servicios, a la Ciudad de México, Puebla y el Puerto de Veracruz. El libramiento de Apizaco facilita el traslado diario de las economías provinciales, y de los mercados locales que se conforman con la región metropolitana de Apizaco, así como la Corona regional del centro de México.

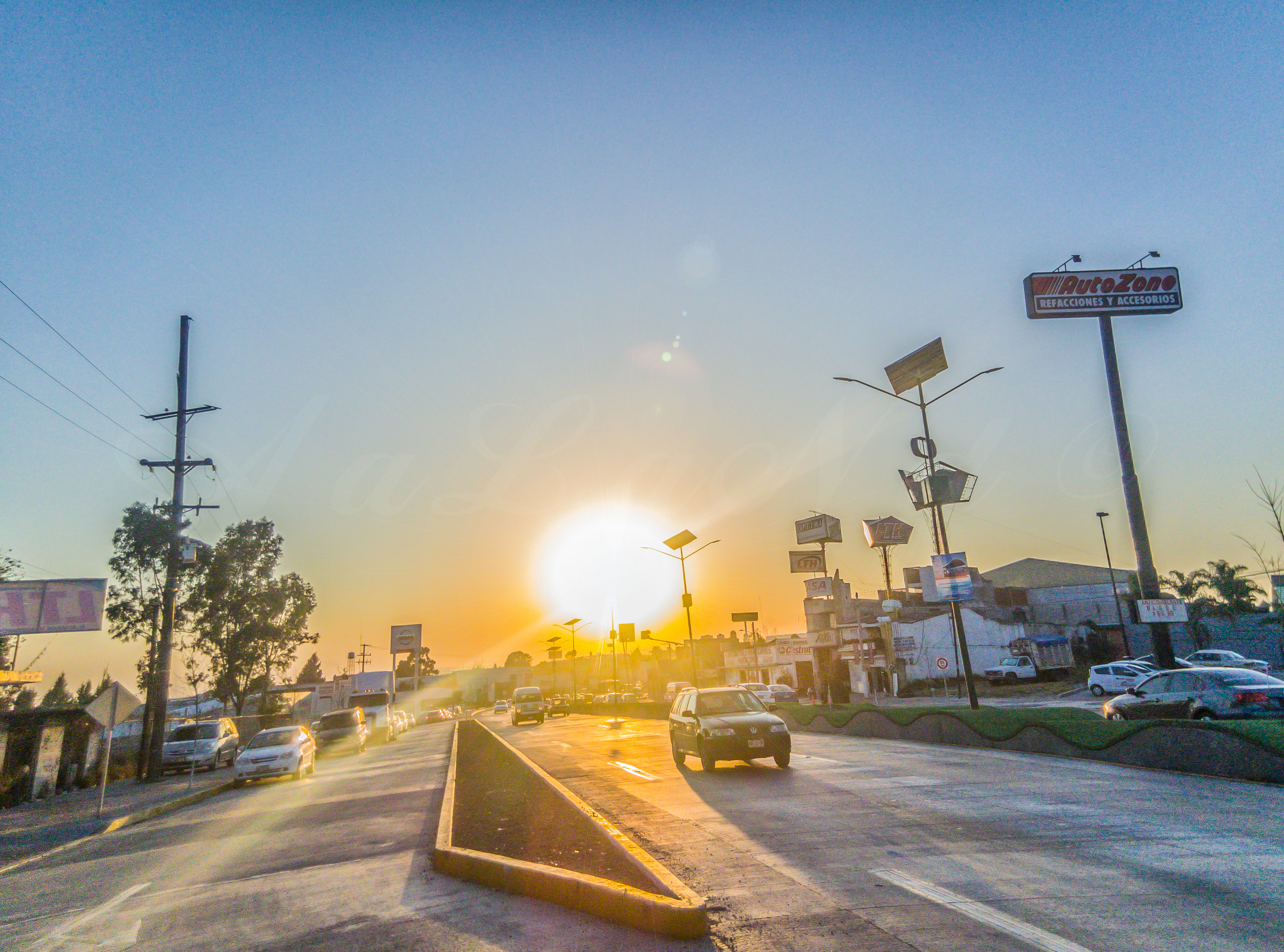
Bulevar 16 de septiembre sobre la entrada a la ciudad.

### Educación
Apizaco tenía una población Analfabeta de 1552 personas mayores de 15 años en el año 2010, por lo que el índice de alfabetización de la ciudad era de 71.81 % en este sector de la población, cifra que está por debajo de la media estatal de 90,15 %, y de la media nacional que era de 92,8 %.
Al año 2010, de acuerdo al censo efectuado por el INEGI y la secretaría de Educación Pública (SEP) se tenían registradas 27 escuelas de nivel preescolar, 29 de nivel primaria, 13 de nivel secundaria y 3 de nivel preparatoria en la educación pública, mientras que en le sector privado se contabilizaron 31 escuelas de nivel preescolar, 24 de nivel primaria, 13 de nivel secundaria, 19 de bachillerato y 5 de nivel profesional.
La educación superior se ofrece a través del Instituto Tecnológico de Apizaco (ITA), la escuela en Terapia Física Y Rehabilitación (CRI) y la Universidad Autónoma de Tlaxcala, en la Facultad de Ciencias Básicas Ingeniería y Tecnología (campus Apizaco).

### Salud
Durante el censo de 2010 realizado por el Instituto Nacional de Estadística y Geografía (INEGI), se registró una población derechohabiente a servicios de salud de 47 674, de los cuales 23 406 pertenecen al Instituto Mexicano del Seguro Social (IMSS), 4855 acuden al Instituto de Seguridad y Servicios Sociales de los Trabajadores del Estado (ISSSTE), 17 901 pertenecen a los seguros proporcionados por Petróleos Mexicanos (PEMEX) o la Secretaría de Marina de México (SEMAR), 289 al Seguro Popular y 1711 acuden a otras instituciones o instituciones privadas de salud.

### Agua y Electricidad
Los servicios públicos son agua potable, drenaje y electricidad; la disponibilidad de estos servicios en la ciudad es parcialmente escasa. El servicio de agua potable, drenaje y alcantarillado está a cargo de la Comisión de Agua Potable y Alcantarillado del Municipio de Apizaco (CAPAMA), mientras que la Comisión Federal de Electricidad (CFE) se encarga de la electricidad y alumbrado público.

## Patrimonio cultural

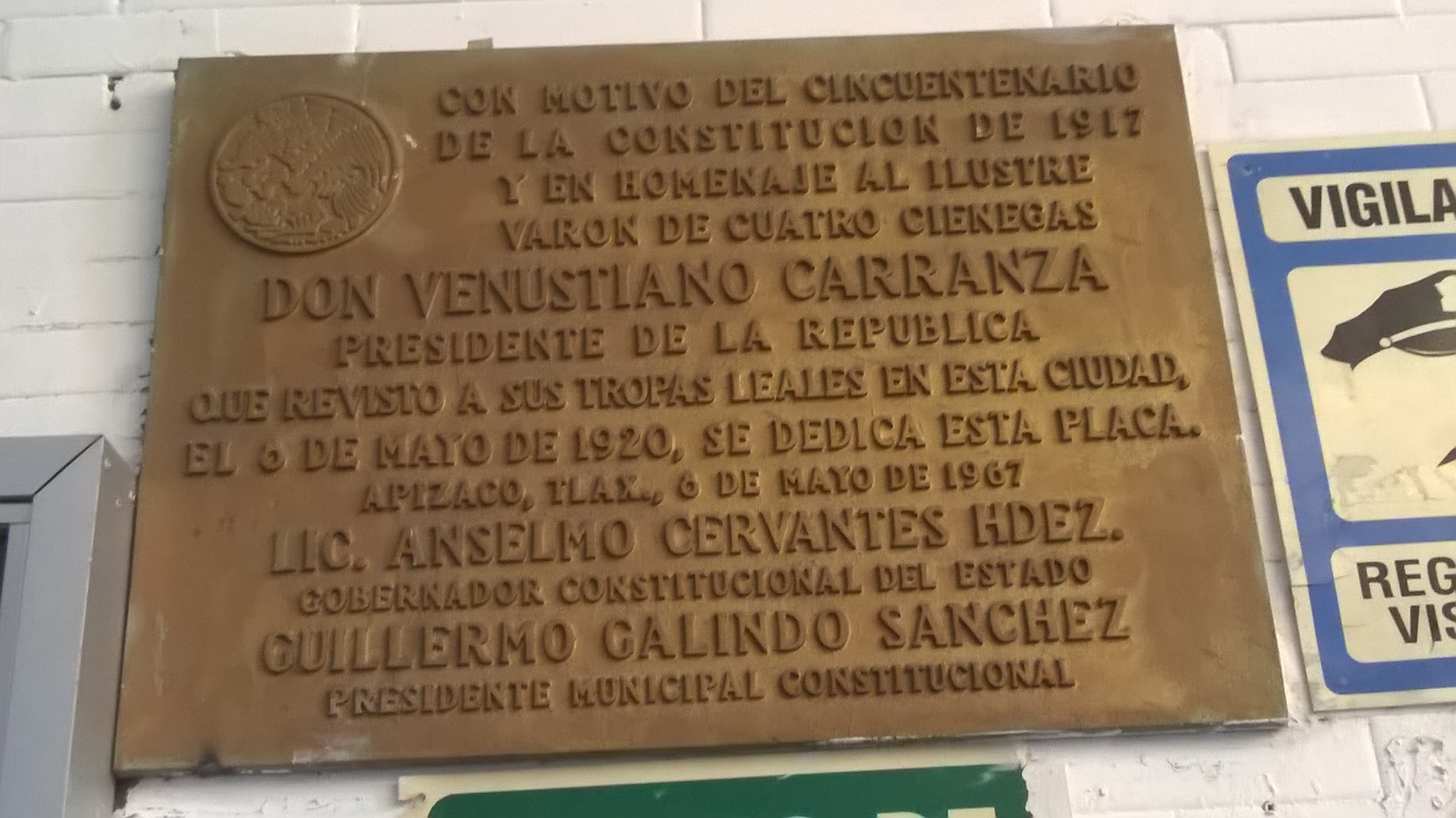
Placa en la antigua estación de tren «Apizaco».

### Patrimonio ferrocarrilero
En 2010 el Instituto Nacional de Antropología e Historia (INAH) decretó a las antiguas estaciones ferroviarias «Xicoténcatl» y «Apizaco» como Patrimonio Ferrocarrilero. 

#### Estación Xicoténcatl
La estación Xicoténcatl perteneció al antiguo Ferrocarril Interoceánico de México.

#### Estación Apizaco
La estación Apizaco estaba a cargo del Ferrocarril Mexicano, de la ruta México-Veracruz. Los terrenos donde fue edificada datan de 1837, contaba con cerca de 424 kilómetros y fue puesta en marcha el 1 de enero de 1873.

## Turismo

### La maquinita

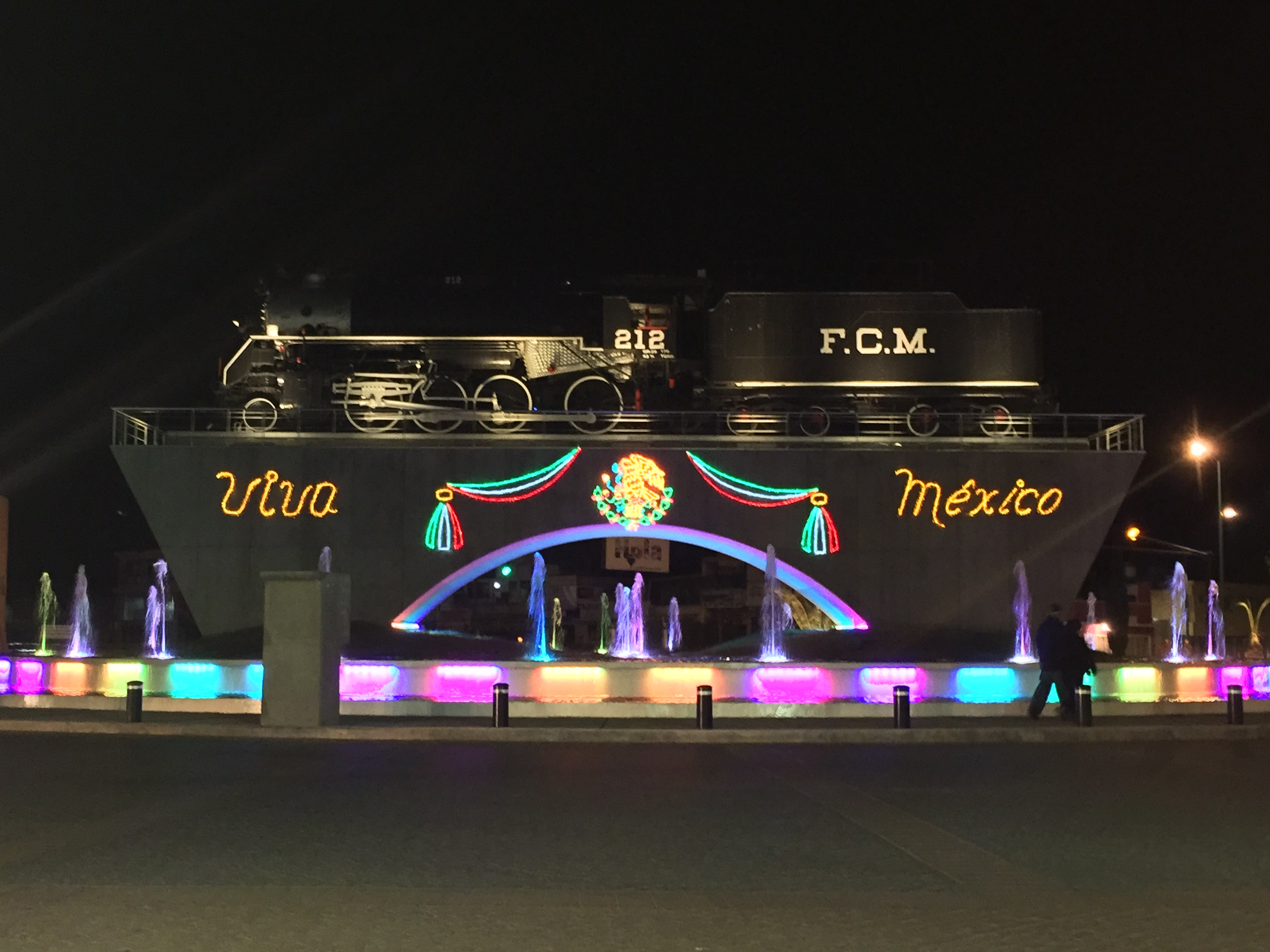
La maquinita es un símbolo icónico de la ciudad.

La maquinita es una antigua locomotora de vapor ubicada en la glorieta de la avenida 16 de septiembre, en el cruce de las carreteras a Poza Rica, Puebla y México-Veracruz. Desde 1940 en México se empezaron a implementar locomotoras impulsadas por combustible diésel, haciendo que los modelos de locomotoras a vapor fueran desechados como chatarra en 1960.
En enero de 2015, se comenzó la edificación de un cuarto de máquinas, sumado a esto se decoró el monumento a través de la colocación de fuentes pluviales en el suelo.

### Basílica de la Misericordia

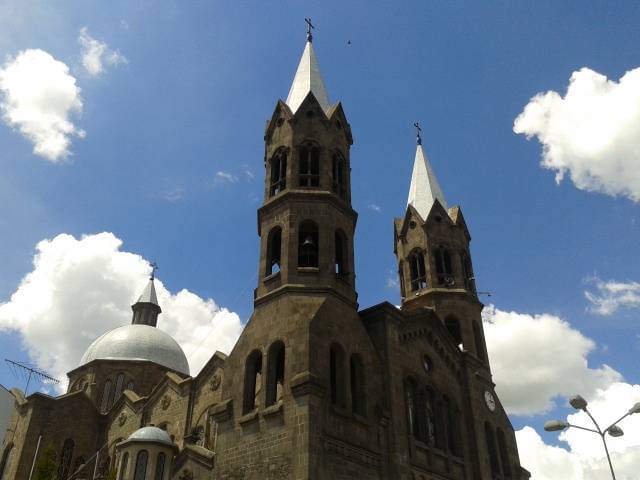
Basílica de la Misericordia.

La Basílica de Nuestra Señora de la Misericordia o simplemente llamada Basílica de Apizaco es una iglesia católica su construcción data del siglo XVII, durante los años 1930 fue demolida la construcción original, para dar paso al proyecto arquitectónico actual inspirado en el templo de la Sagrada Familia, en Barcelona, España.
El 5 de diciembre de 1963 fue reconocida como Basílica Menor por el exdelegado Apostólico de la Santa Sede, Luigi Raymondi, mediante el decreto que emitió el papa Paulo VI en Roma, y fue erigido el 12 de mayo de 1964. La iglesia es comparada a las catedrales del continente europeo.

### Parque recreativo

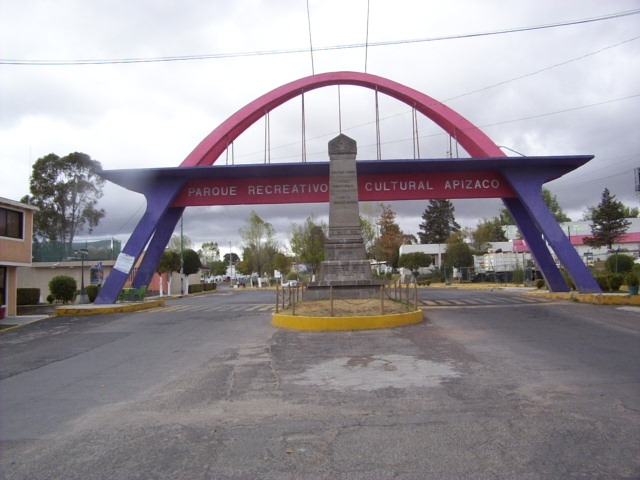
Arco a la entrada del parque recreativo y cultural.

El Parque recreativo y cultural Apizaco es un espacio público que alberga el auditorio municipal «Emilio Sánchez Piedras», la plaza de toros «Rodolfo Rodríguez (El Pana)» y el centro acuático o alberca «la armada de México».

### Alberca municipal
La alberca municipal «Armada de México» es una construcción hidráulica pública que ofrece actividades para el desarrollo del deporte acuático de escuelas públicas municipales. La alberca fue remodelada por el gobierno del estado de Tlaxcala y presentada el 3 de marzo de 2017 bajo el mandato del alcalde de Apizaco, César Hernández Mejía.

### Plaza de Toros
La plaza de toros «Rodolfo Rodríguez (El Pana)» antes llamada «La Monumental» es un coso taurino de la ciudad. La plaza es la más grande del estado de Tlaxcala, con una capacidad de 5500 personas sentadas, siendo un símbolo cultural para la región. Fue inaugurada el 14 de enero de 1987. Alberga la escuela de novilleros de Tlaxcala.

## Cultura

### Bibliotecas
Apizaco cuenta con 2 bibliotecas públicas; la biblioteca pública municipal Felipe Pulido Moncada y la biblioteca pública regional de Apizaco.

### Centros culturales

#### Centro de las Artes

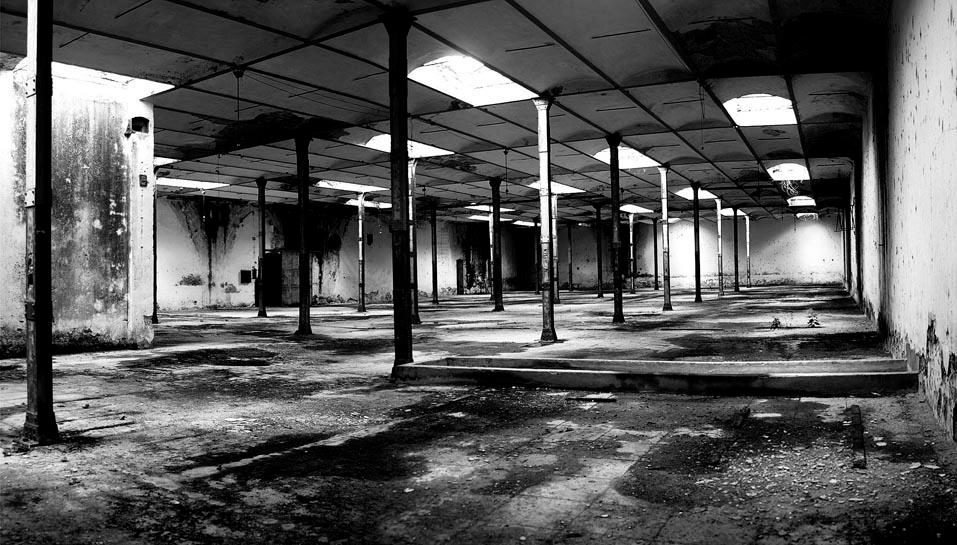
Exfábrica de hilados, ubicación del centro de las artes.

El Centro de las Artes del Instituto Tlaxcalteca de Cultura (ITC) dio comienzos en noviembre de 2015, aloja su sede en una antigua fábrica de hilados y tejidos de algodón. Fue entregado por el exgobernador del estado, Mariano González Zarur al exalcalde Jorge Luis Vázquez Rodríguez. El recinto se catalogó entre los cinco mejores centros de artes a nivel nacional, donde se imparten talleres de danza, teatro y artes plásticas. También cuenta con espacios para conciertos, exposiciones y presentaciones de libros.

#### Centro cultural Apizaco
«La Libertad» Centro Cultural de Apizaco o simplemente llamado centro cultural Apizaco es una institución pública fundada el 22 de enero de 1995. El edificio que ocupa actualmente fue construido por el Ayuntamiento local entre los años 1933 y 1935. Su inauguración estuvo a cargo del ex Gobernador de Tlaxcala, Adolfo Bonilla. Albergó la presidencia municipal, las oficinas de la Secretaría del Ayuntamiento, el archivo municipal, las oficinas de la Agencia del Ministerio Público, la Tesorería municipal, la Delegación de la Cruz Roja y el XXIII Batallón de Infantería. También funcionó como reclusorio municipal. De 1993 a 1995 el inmueble fue remodelado para acoger al centro cultural de Apizaco. Cuenta con un foro con 210 butacas y una sala de exposiciones permanentes con 52.38 m².

### Museos

#### Museo Casa de Piedra

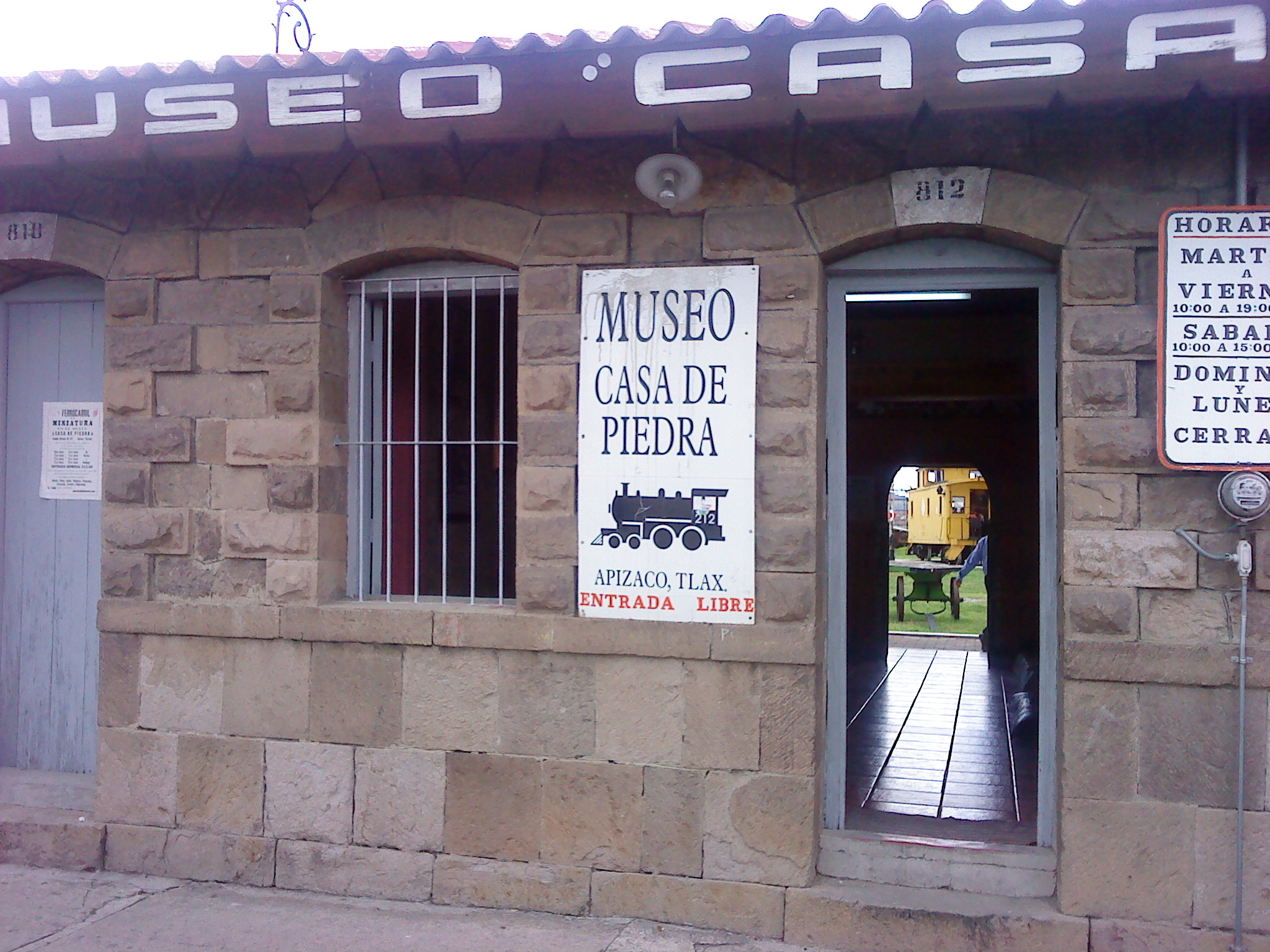
Museo Casa de Piedra

El Museo Casa de Piedra es una institución pública donde se exhibe la historia de los ferrocarriles y está dedicado principalmente para homenajear las raíces de la ciudad. La empresa Ferrocarriles Nacionales de México lo construyó en 1916, inicialmente como sede para sus trabajadores. Cuenta con 12 salas permanentes divididas en cinco áreas; Museo Ferrocarrilero, Museo Urbano-Religioso, Club de Leones de Apizaco, Museo Taurino y biblioteca pública. En sus tres salas permanentes se presentan exposiciones de artes plásticas y visuales. La Casa de Piedra conserva la mayoría de su estructura original, se han cambiado la lámina de zinc por lámina de asbesto y soportes de madera del interior que sucumbieron ante el paso del tiempo.

### Monumentos

#### Emilio Sánchez Piedras

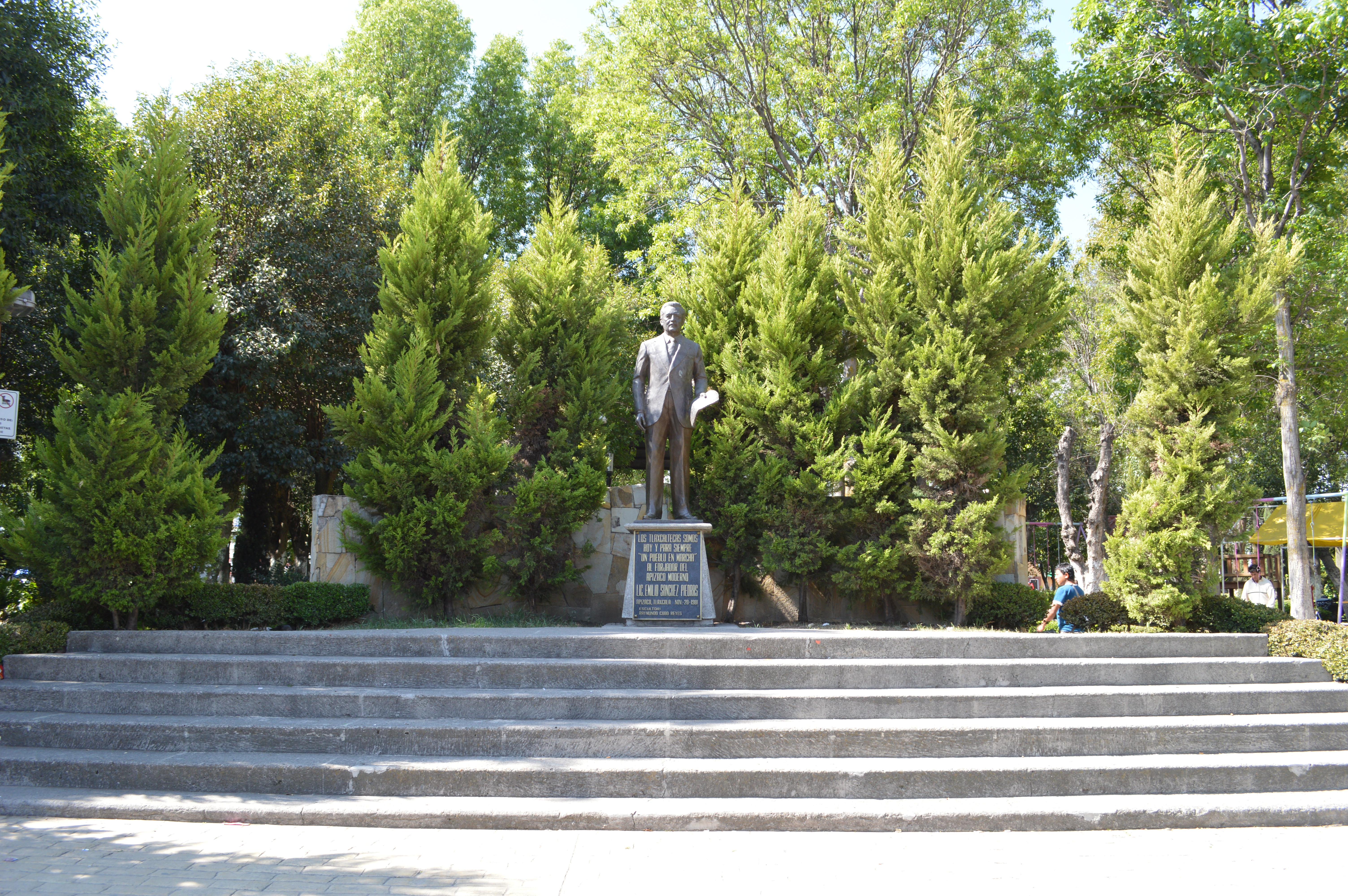
Monumento a Emilio Sánchez Piedras en el parque Cuauhtémoc.

El monumento a Emilio Sánchez Piedras está dedicado a un político local, quien fue miembro del Partido Revolucionario Institucional y gobernador del estado de Tlaxcala de 1975 a 1981. Su escultura se ubica en el parque Cuauhtémoc.

#### El Héroe de Nacozari

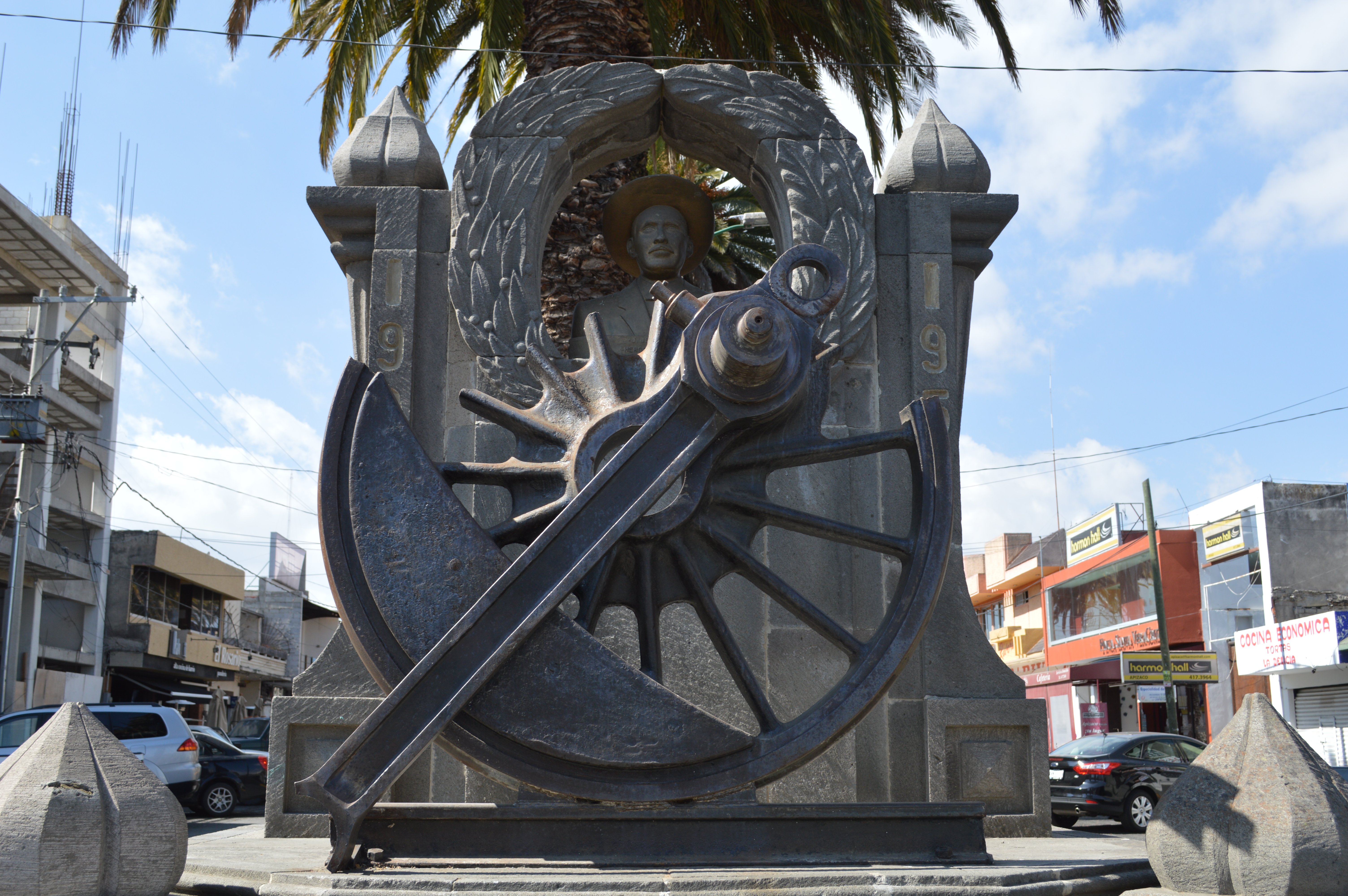
Monumento al ferroviario Jesús García Corona.

El monumento a Jesús García Corona también llamado «El Héroe de Nacozari» es una escultura ubicada en la avenida Cuauhtémoc. La estatua fue solicitada por el sindicato ferrocarrilero de la ciudad quienes deseaban perpetuar su memoria.

### Auditorios

#### Gimnasio auditorio
El gimnasio auditorio pertenece al Instituto Tecnológico de Apizaco, fue fundado el 1 de enero de 1975.

#### Auditorio La Libertad
El Auditorio del Centro Cultural La Libertad simplemente llamado Auditorio La Libertad es adminisstrado por el ayuntamiento de Apizaco. Está dedicado al fortalecimiento artístico de la población, en él se realizan eventos como el Festival Cultural de otoño y el Festival Internacional de Títeres. Abrió sus puertas el 1 de enero de 1987.

#### Auditorio E.S.P.
El Auditorio Emilio Sánchez Piedras es dirigido por el ayuntamiento local, fue constituido el 1 de enero de 2001 y remodelado en 2017 bajo la autoridad del gobernador Marco Antonio Mena Rodríguez.

### Patrimonio inmaterial

#### Feria de Apizaco
La Feria de Apizaco, también nombrada la Feria de la Fundación de Apizaco, es una festividad celebrada anualmente en honor a la fundación de la ciudad, que se lleva a cabo entre el 1 y 18 de marzo. La feria se lleva a cabo de actividades artísticas, culturales, obras de teatro, el evento de paellas y el cartel de las corridas de toros.

## Personas notables
Entre los apizaquenses destacados se encuentran:
- Emilio Sánchez Piedras (Político)
- Rodolfo Rodríguez «El Pana» (Torero)
- Samuel Quiroz de la Vega (Político)
- Alfonso Sánchez Anaya (Político)
- Antonio Hidalgo Sandoval (Revolucionario)
- José Ramón Lorenzo Franco (Almirante)
- Mariano González Zarur (Gobernador)
- Rodrigo Salinas Dorantes (Futbolista)

## Relaciones públicas
La ciudad de Apizaco está hermanada con las siguientes ciudades alrededor del mundo:
- Cuenca, Ecuador (2010)[94]
- Apetatitlan, México (2015)[95]